# Leucosfenita
La leucosfenita és un mineral de la classe dels silicats. Rep el nom del grec leucos (λευκός) que significa blanc, i sphenos (σφηνώ) que significa falca, en al·lusió al seu color i hàbit.

## Característiques
La leucosfenita és un silicat de fórmula química BaNa₄Ti₂B₂Si10O30. Cristal·litza en el sistema monoclínic. La seva duresa a l'escala de Mohs es troba entre 6 i 6,5.
Segons la classificació de Nickel-Strunz, la leucosfenita pertany a «09.DP - Estructures transicionals ino-filosilicats» juntament amb els següents minerals: melifanita, prehnita, amstal·lita, kvanefjeldita, lemoynita, natrolemoynita i altisita.

## Formació i jaciments
Va ser descoberta a la pegmatita Narssârssuk, situada a l'altiplà de Narsaarsuk, a Igaliku (Kujalleq, Groenlàndia). També ha estat descrita al Canadà, els Estats Units, el Tadjikistan, Rússia i el Japó.